# Giorgio Rebuffi
Giorgio Rebuffi (1928-2014) est un auteur de bande dessinée italien. Spécialisé dans la bande dessinée jeunesse grand public, cet auteur très prolifique a travaillé pour la plupart des éditeurs italiens durant sa longue carrière.

## Biographie
Alors qu'il est encore étudiant en médecine, Giorgio Rebuffi crée le Sceriffo Fox (it) (Shérif Fox) pour les Edizioni Alpe (it) en 1949. En 1952, il reprend la série jeunesse humoristique Pipo et Concombre (Cucciolo e Beppe), dont il développe grandement l'univers. La même année, il crée le personnage élastique Tiramolla (Elastoc (en), en français), qui rencontre lui aussi le succès.
À partir de 1967, il collabore à l'hebdomadaire Disney Topolino, pour lequel il réalise jusqu'en 1976 diverses histoires de Donald Duck, Mickey Mouse ou l'Oncle Picsou
En 1968, il fonde avec Luciano Bottaro et Carlo Chendi le studio Bierreci. En 1974, il entre au Corriere dei piccoli. De 1989 à 1993, il réalise Pif le chien pour l'hebdomadaire français Pif Gadget.